# Lanke, Heggadadevankote
Lanke là một làng thuộc tehsil Heggadadevankote, huyện Mysore, bang Karnataka, Ấn Độ.